# ヘスス・グスマン
ヘスス・アントニオ・グスマン・アルバレス（Jesús Antonio Guzmán Álvarez , 1984年6月14日 - ）は、 ベネズエラスクレ州クマナ出身のプロ野球選手（一塁手）。右投右打。

## 経歴

### マリナーズ時代
2000年7月2日にシアトル・マリナーズに入団。
2007年10月29日にFAとなった。

### アスレチックス時代
2007年11月16日にオークランド・アスレチックスとマイナー契約を結んだ。
2008年はルーキー級アリゾナリーグ・アスレチックスとAA級ミッドランド・ロックハウンズ、AAA級サクラメント・リバーキャッツでプレー。11月3日にFAとなった。

### ジャイアンツ時代
2008年11月18日にサンフランシスコ・ジャイアンツとマイナー契約を結んだ。
2009年5月21日にメジャー初昇格を果たし、同日のサンディエゴ・パドレス戦でメジャーデビューを果たした。
2010年1月22日に戦力外となり、40人枠から外れた。2月4日、AAA級に降格。11月6日にFAとなった。

### パドレス時代
2010年11月20日にサンディエゴ・パドレスとマイナー契約を結んだ。
2011年6月16日に2年ぶりのメジャー昇格を果たし、後半戦は一塁のレギュラーとして打率.312を記録した。
2012年は新加入のヨンダー・アロンソが正一塁手となり、グスマンは主に左翼と代打で起用された。

### アストロズ時代
2013年12月18日にライアン・ジャクソンとのトレードでヒューストン・アストロズへ移籍した。
2014年1月17日にアストロズと1年契約に合意した。3年ぶりの120試合未満となる69試合の出場に留まり、最低1以上ホームラン・打点を記録したシーズンとしては、いずれも自己最低の2本塁打・9打点に終わる。また打率.188は、メジャーデビュー後では自己最低且つ自身初となる.200未満であり、極度の不振に陥ったシーズンだった。一方、マイナーリーグ (AAA) では、僅か4試合の出場ながらヒット8本 (二塁打3本) ・試合数と同数の4打点を挙げ、格の違いを見せつけた。オフには、リーガ・ベネソラーナ・デ・ベイスボル・プロフェシオナルのレオネス・デル・カラカスでプレーしている。

### 広島時代
2014年10月25日に同年限りで退団したキラ・カアイフエに変わる助っ人として広島東洋カープと1年契約で合意した。年俸は1億円プラス出来高と外国人選手の契約初年度年俸としては球団史上最高額(当時）になった。（後述）
2015年、開幕戦に4番・一塁手としてスタメン出場し、8試合連続安打を放つなど好調だったが4月5日の試合前に左脇腹の痛め、一軍登録を抹消された。その後は治療に専念し、5月1日二軍戦で復帰を果たし調整していたもののシーズン途中に入団したネイト・シャーホルツとケガから復帰したブラッド・エルドレッドの活躍で、外国人枠の関係からなかなか一軍に復帰できなかったが、7月24日には第3子出産立ち会いの為、抹消されたエルドレッドに変わって約3ヶ月ぶり一軍登録された。最終的に3本塁打に終わり、12月2日に自由契約となったことが公示された。オフはベネズエラのウィンターリーグでプレー。

### 広島退団後
2016年1月1日にシカゴ・カブスとマイナー契約を結ぶが、3月30日に解雇となる。4月8日にリーガ・メヒカーナ・デ・ベイスボルのティフアナ・ブルズと契約。5月29日に解雇となる。
2017年はベネズエラのウィンターリーグに参加。
2018年もウィンターリーグでプレー。

## 選手としての特徴・人物
打率を残せる広角に打ち分ける技術と勝負強さが光る強打者。自身の打撃スタイルについて「持ち味はライナーをしっかりと打てること。その中でパワーを備えている」と語っている。高い守備力も魅力で本職の一塁の他、三塁と左翼をこなせる。
愛称はスペイン語で機械を意味する「ラ・マキナ」。その由来について「打点を量産するということで、付けてくれたんじゃないかな？」と語っている。
広島球団関係者が「メジャー昇格前からチェックしていた。3年ぐらい追いかけていた選手」「ずっと前から追いかけてきた選手。これまでアプローチしてきたけどダメで、今年も…と思っていたら、FAになった」と語るほど非常に高い期待を受けており、初年度外国人選手として球団史上最高額となる年俸1億円プラス出来高の契約を結んだ。しかし、故障などに苦しんで目立った結果が残せず、わずか1年で退団となった。
日本球界経験者であるアレックス・カブレラとウラディミール・バレンティンとは親交があり、広島入団時は彼らから助言を受けたという。

## 詳細情報

### 年度別打撃成績
| 年 度    | 球 団    | 試 合 | 打 席 | 打 数 | 得 点 | 安 打 | 二 塁 打 | 三 塁 打 | 本 塁 打 | 塁 打 | 打 点 | 盗 塁 | 盗 塁 死 | 犠 打 | 犠 飛 | 四 球 | 敬 遠 | 死 球 | 三 振 | 併 殺 打 | 打 率 | 出 塁 率 | 長 打 率 | O P S |
| -------- | -------- | ----- | ----- | ----- | ----- | ----- | -------- | -------- | -------- | ----- | ----- | ----- | -------- | ----- | ----- | ----- | ----- | ----- | ----- | -------- | ----- | -------- | -------- | ----- |
| 2009     | SF       | 12    | 20    | 20    | 0     | 5     | 0        | 0        | 0        | 5     | 0     | 0     | 0        | 0     | 0     | 0     | 0     | 0     | 3     | 2        | .250  | .250     | .250     | .500  |
| 2011     | SD       | 76    | 271   | 247   | 33    | 77    | 22       | 2        | 5        | 118   | 44    | 9     | 2        | 0     | 1     | 22    | 2     | 1     | 43    | 6        | .312  | .369     | .478     | .847  |
| 2012     | SD       | 120   | 321   | 287   | 32    | 71    | 18       | 2        | 9        | 120   | 48    | 3     | 3        | 1     | 2     | 29    | 3     | 2     | 71    | 2        | .247  | .319     | .418     | .737  |
| 2013     | SD       | 126   | 318   | 288   | 33    | 65    | 17       | 0        | 9        | 109   | 35    | 3     | 0        | 1     | 0     | 27    | 1     | 2     | 79    | 4        | .226  | .297     | .378     | .675  |
| 2014     | HOU      | 69    | 184   | 165   | 10    | 31    | 4        | 0        | 2        | 41    | 9     | 3     | 0        | 0     | 0     | 19    | 0     | 0     | 52    | 4        | .188  | .272     | .248     | .520  |
| 2015     | 広島     | 34    | 116   | 100   | 10    | 23    | 8        | 1        | 3        | 42    | 12    | 0     | 0        | 0     | 0     | 15    | 0     | 1     | 25    | 2        | .230  | .336     | .420     | .756  |
| MLB：5年 | MLB：5年 | 403   | 1114  | 1007  | 108   | 249   | 61       | 4        | 25       | 393   | 136   | 18    | 5        | 2     | 3     | 97    | 6     | 5     | 248   | 18       | .247  | .316     | .390     | .706  |
| NPB：1年 | NPB：1年 | 34    | 116   | 100   | 10    | 23    | 8        | 1        | 3        | 42    | 12    | 0     | 0        | 0     | 0     | 15    | 0     | 1     | 25    | 2        | .230  | .336     | .420     | .756  |

- 2018年度シーズン終了時

### 記録
初記録（NPB）
- 初出場・初先発出場：2015年3月27日、対東京ヤクルトスワローズ1回戦（MAZDA Zoom-Zoom スタジアム広島）、4番・一塁手で先発出場
- 初打席・初安打：同上、2回裏に小川泰弘から中前安打
- 初打点：2015年3月29日、対東京ヤクルトスワローズ3回戦（MAZDA Zoom-Zoom スタジアム広島）、7回裏に山本哲哉から左越適時二塁打
- 初本塁打：2015年7月30日、対東京ヤクルトスワローズ15回戦（明治神宮野球場）、4回表に石川雅規から右越ソロ[10]

### 背番号
- 13 （2009年、2015年）
- 15 （2011年 - 2013年）
- 14 （2014年）